# Побрдже (Братунац)
Побрдже (серб. Побрђе / Pobrđe) — село в общине Братунац Республики Сербской Боснии и Герцеговины. Население составляет 217 человек по переписи 2013 года.

## География
Занимаемая площадь — 375 гектаров.